# Ямантаева
Ямантаева — деревня в Кунашакском районе Челябинской области. Входит в состав Урукульского сельского поселения.
Деревня основана башкирами в середине 18 века.

## География
Расположена в северо-западной части района, на берегу реки Караболки. Расстояние до районного центра, Кунашака, 29 км.

## Население
| 2002 | 2010 |
| ---- | ---- |
| 175  | ↗199 |

(в 1956—105, в 1970—257, в 1983—192, в 1995—220)

## Улицы
- Лесная улица
- Речная улица